# Victor Hugues
Victor Hugues (Marsiglia, 1762 – Caienna, 1826) è stato un politico francese.
Fu amministratore coloniale durante la Rivoluzione francese, che governò la Guadalupa dal 1794 al 1798 promuovendo l'emancipazione degli schiavi dell'isola secondo gli ordini della Convenzione Nazionale.